# Франсуа-Жозеф Госсек
Франсуа́-Жозе́ф Госсе́к (фр. François-Joseph Gossec; нар. 17 січня 1734, Верньє, Ено, Бельгія — пом. 16 лютого 1829, Пассі, Париж, Франція) — французький композитор, який писав опери, симфонії, хорові роботи та твори для струнного квартету.

## Біографія
Госсек народився в сім'ї селянина в селі Верньє, яке тоді знаходилося на території ексклава Франції в Австрійських Нідерландах, нині Бельгії. З дитинства виявляв музичні здібності, виступаючи в хорі в Антверпені. 1751 року переїхав до Парижа, де був помічений композитором Жан-Філіпом Рамо. Пізніше замінив Рамо на місці диригента приватного оркестру генерального відкупника Ла Пупліньєра, покровителя музикантів.
Перша власна симфонія Госсека була виконана 1754 року. Як диригент оркестру принца Конде він виконав кілька своїх опер та інших композицій. Його «Реквієм», який вперше прозвучав 1760 року, одразу зробив його відомим.
1770 року Госсек заснував «концерти любителів», а 1773 — перетворив товариство «Духовні концерти» разом з Сімоном Ле Дюком і П'єром Гавеньє.

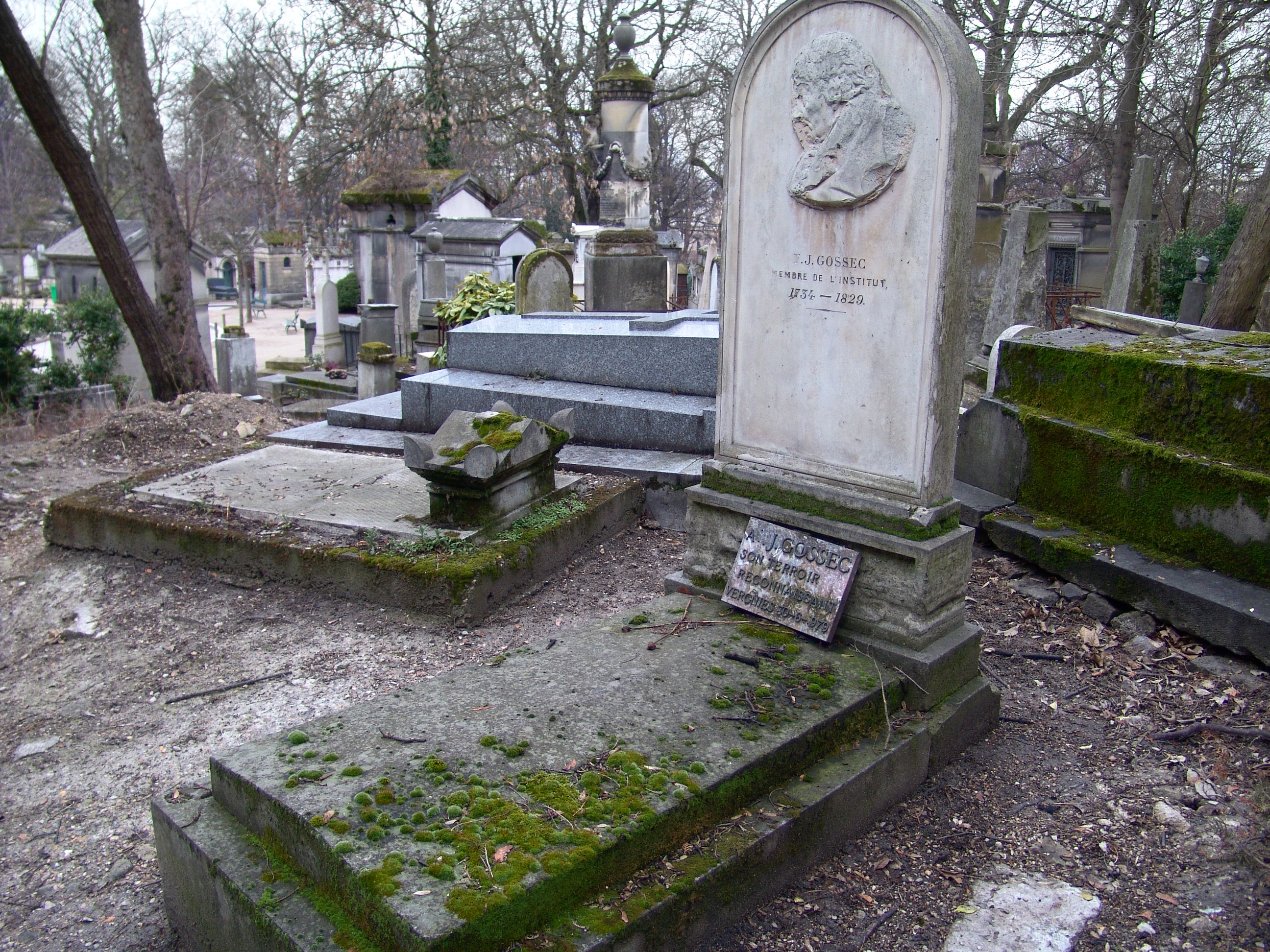
Могила Госсека в Пер-Лашез

У 1780-ті Госсек зосередився на написанні опер, тому число створюваних ним симфоній зменшилось. 1784 року він заснував Королівську школу співу та декламації, яка пізніше, 1794 року, стала Національним музичним інститутом, а через рік — консерваторією, інспектором якої разом з Етьєном Мегюлем і Луїджі Керубіні Госсек був до 1816 року.
Разом з Мегюлем він був диригентом Національної гвардії під час Французької революції. Госсек є кавалером ордена Почесного легіону. Після поразки Наполеона 1815 року в битві при Ватерлоо, консерваторія була закрита на деякий час Людовиком XVIII. Аж до 1817 року Ґоссек працював над своїми останніми композиціями, включаючи третій варіант «Тебе, Бога, хвалимо», підтримувався пенсією, що видавала консерваторія.
Франсуа-Жозеф помер у передмісті Парижа Пассі. На похороні були присутні багато його колишніх колег, включаючи Керубіні. Госсек похований на кладовищі Пер-Лашез. Його могила розташована поруч з могилами Мегюля та Андре Гретрі.

## Внесок у музику
Госсека вважають родоначальником французької симфонії. Він також автор масових музичних композицій для народних революційних свят і ходів, гімнів і пісень: «Пісня 14 липня», «Прокинься, народе!». У славу французької революції він написав багато робіт, в тому числі опера «Тріумф Республіки, або Табір при Гранпрі» (фр. «Le Triomphe de la République», 1793) і «Гімн Свободі» (фр. «L'Offrande à la Liberté»).
Хоча назва його «Гавоту» більшості нічого не говорить, сама мелодія досить відома, тому що часто звучить у кінофільмах. Карл Сталлінг використовував її аранжування для деяких мультфільмів компанії Warner Brothers.

## Твори

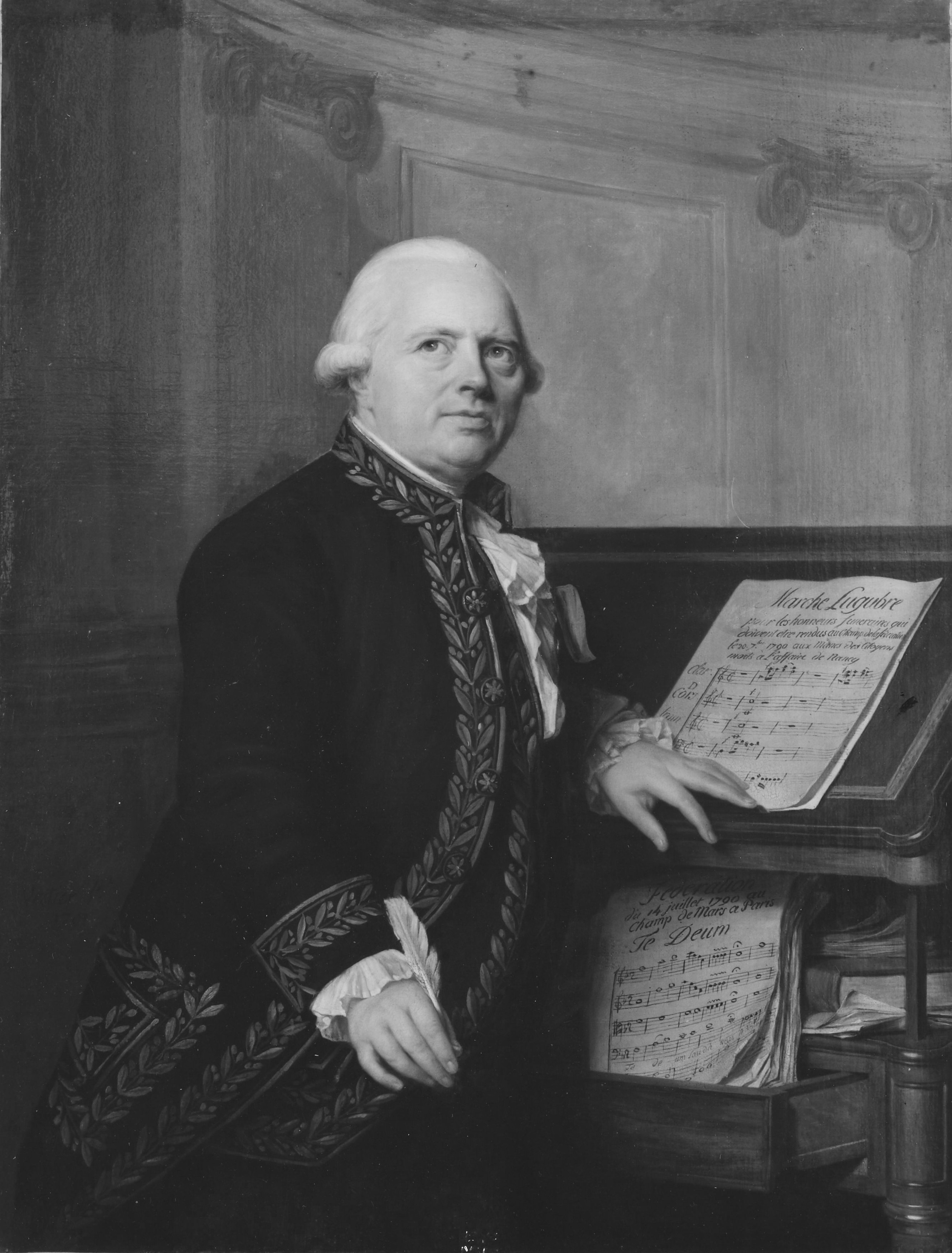
Франсуа-Жозеф Ґоссек, Антуан Вестьє.

### Для оркестру
- Sei sinfonie a più strumenti op. 4 (1759)
- Sei sinfonie a più strumenti op. 5 (1761)
- Six symphonies op. 6 (1762)
- Six symphonies à grand orchestre op. 12 (1769)
- Deux symphonies (1773)
- Symphonie n° 1 (c. 1771—1774)
- Symphonie n° 2 (c. 1771—1774)
- Symphonie en fa majeur (1774)
- Symphonie de chasse (1776)
- Symphonie en ré (1776)
- Symphonie en ré (1777)
- Symphonie concertante en fa majeur n° 2, à plusieurs instruments (1778)
- Symphonie en do majeur for wind orchestra (1794)
- Symphonie à 17 parties en fa majeur (1809)

### Камерна музика
- Sei sonate a due violini e basso op. 1 (ок. 1753)
- Sei quartetti per flauto e violino o sia per due violini, alto e basso op. 14 (1769)
- Six quatuors à deux violons, alto et basse op. 15 (1772)

### Вокальні та хорові роботи
- Messe des morts (Реквием) (1760)
- La Nativité, oratorio (1774)
- Te Deum (1779)
- Te Deum à la Fête de la Fédération для трьох голосів, чоловічого хору та духового оркестру (1790)
- Hymne sur la translation du corps de Voltaire au Panthéon для трьох голосів, чоловічого хору та духового оркестру (1791)
- «Пісня 14 червня» / Le Chant du 14 juillet (Марі-Жозеф Шеньє) для трьох голосів, чоловічого хору та духового оркестру (1791)
- Dernière messe des vivants, для чотирьох голосів, хору та оркестру (1813)

### Опери
- Le tonnelier, opéra comique (1765)
- Le faux Lord, opéra comique (1765)
- Les pêcheurs, opéra comique en 1 act (1766)
- Toinon et Toinette, opéra comique (1767)
- Le double déguisement, opéra comique (1767)
- Les agréments d'Hylas et Sylvie, pastorale (1768)
- Sabinus, tragédie lyrique (1773)
- Berthe, opera (1775, не збереглась)
- Alexis et Daphné, pastorale (1775)
- Philémon et Baucis, pastorale (1775)
- La fête de village, intermezzo (1778)
- Thésée, tragédie lyrique (1782)
- Nitocris, opera (1783)
- Rosine, ou L'éposue abandonnée, opera (1786)
- «Тріумф Республіки, або Табір при Гранпрі» / Le triomphe de la République, ou Le camp de Grandpré, divertissement-lyrique en 1 acte, (Шеньє) (1794)
- Les sabots et le cerisier, opera (1803)